# Тегу
Тегу (кор. 대구) је са 2.461.002 становника (2016) четврти по величини град Јужне Кореје. Налази се на југоистоку земље и регионални је административни, привредни и културни центар. Тегу је главни град корејске провинције Северни Кјонсан, али јој сам не припада, већ има статус аутономног града.

## Географија
Град се налази у басену окруженом ниским планинама, на реци Геумхо која чини северну и источну границу града.
Површина Тегуа је 885,62 km². Највиша тачка је на око 600 m у брдима, а најнижа поред реке, на око 50 m надморске висине.

### Клима
Клима је влажна суптропска. Положај града међу планинама утиче на то да се изнад града задржава влажан и топао ваздух током лета, и хладан ваздух током зиме. Кише има доста у лето, док је остатак године време углавном сунчано.

## Историја
Од 1392. до 1910, за време Корејског царства, Тегу је био главни град провинције Кјонсан, која је 1896. подељена на више делова. Кореја је од 1910. до 1945. била посед Јапанског царства. Јапанци су овај град звали Таикју (大邱). После Корејског рата град је растао експлозивно. Број становника порастао је више од десет пута.

## Становништво
| 2000.     | 2005.     | 2010.     | 2015.     |
| --------- | --------- | --------- | --------- |
| 2.473.990 | 2.456.016 | 2.431.774 | 2.466.052 |

## Привреда
Тегу је познат као један од центара индустрије Јужне Кореје. Најважније су: текстилна (модна), металска и машинска.

### Саобраћај
Тегу има две подземне линије тешког метроа, док је трећа надземна линија на стубовима у изградњи. 
У граду се налази Међународни аеродром Тегу (ознака TAE).

## Спорт
Град Тегу је организатор Светског првенства у атлетици 2011, на стадиону који је био домаћин мечева на Првенству света у фудбалу 2002. и Летњој универзијади 2003.

## Градови побратими
- Атланта, САД (од 1981)
- Алмати, Казахстан (од 1990)
- Ћингдао, Народна Република Кина (од 1993)
- Минас Жераис, Бразил (од 1994)
- Хирошима, Јапан (од 1997)
- Санкт Петербург, Русија (од 1997)
- Милано, Италија (од 1998)
- Пловдив, Бугарска (од 2002)